# Szamut
Szamut – wieś w Armenii, w prowincji Lorri. W 2011 roku liczyła 257 mieszkańców.